# Los ojos de Belén
Los ojos de Belén fue un programa de televisión que en un principio estaba integrado dentro del programa Sálvame Deluxe y fue presentado por Belén Esteban. Este espacio fue estrenado el 11 de mayo de 2012 en horario estelar con una audiencia acumulada del 14,2% de cuota de pantalla y visto por 1,7 millones de espectadores dentro del Deluxe. Luego, entre el 11 y el 25 de febrero de 2014, se emitió como programa independiente. Esta noticia fue conocida el 5 de febrero de 2014 en Sálvame, donde colaboraba la presentadora de este programa.

## Presentadores
- Belén Esteban (2012-2014)

## Episodios y audiencia
El primer programa emitido dentro de Sálvame Deluxe cosechó un 14,2% de audiencia.
| Temporada | Temporada | Episodios | Estreno               | Final                 | Audiencia media | Audiencia media | Audiencia media |
| Temporada | Temporada | Episodios | Estreno               | Final                 | Espectadores    | Cuota           |                 |
| --------- | --------- | --------- | --------------------- | --------------------- | --------------- | --------------- | --------------- |
|           | 1         | 5         | 11 de mayo de 2012    | 8 de junio de 2012    | 1 722 000       | 17,9%           |                 |
|           | 2         | 4         | 11 de febrero de 2014 | 25 de febrero de 2014 | 750 000         | 12,8%           |                 |
| Total     | Total     | 9         | 2012                  | 2014                  | 1 252 000       | 15,3%           |                 |

### Primera temporada (2012)
| Fecha      | Características del programa | Audiencia         |
| ---------- | ---------------------------- | ----------------- |
| 11/05/2012 | Granada                      | 1 698 000 (14,2%) |
| 18/05/2012 | Asturias                     | 1 892 000 (17,9%) |
| 25/05/2012 | Belén denuncia               | 2 117 000 (21,1%) |
| 01/06/2012 | Justiciera                   | 1 113 000 (19,0%) |
| 08/06/2012 | Belén y el sexo              | 1 791 000 (17,1%) |

### Segunda temporada (2014)
| Fecha      | Características del programa | Audiencia       |
| ---------- | ---------------------------- | --------------- |
| 11/02/2014 | Marruecos                    | 756 000 (13,3%) |
| 13/02/2014 | Galicia                      | 937 000 (16,7%) |
| 18/02/2014 | Belén y lo oculto            | 552 000 (10,8%) |
| 25/02/2014 | Belén y la fe                | 756 000 (10,6%) |